# Liste des monuments historiques de Begijnendijk
Cette page regroupe l'ensemble des monuments classés de la ville belge de Begijnendijk.
| Objet                                    | Statut du classement? | Année de construction/architecte | Section communale | Adresse                   | Coordonnées                      | Numéro d'inventaire | Illustration                             |
| ---------------------------------------- | --------------------- | -------------------------------- | ----------------- | ------------------------- | -------------------------------- | ------------------- | ---------------------------------------- |
| (nl) Parochiekerk Heilige Lucia van 1955 |                       |                                  | Begijnendijk      | Kerkplein 1               | 51° 01′ 11″ nord, 4° 46′ 58″ est | 41474               | (nl) Parochiekerk Heilige Lucia van 1955 |
| (nl) Parochiekerk Sint-Laurentius        | OB000138 · OB000139   |                                  | Betekom           | St.-Laurentiusstraat      | 50° 59′ 05″ nord, 4° 46′ 53″ est | 41476               | (nl) Parochiekerk Sint-Laurentius        |
| (nl) Onze-Lieve-Vrouwekapel              |                       |                                  | Betekom           | Prof.Scharpélaan          | 50° 59′ 21″ nord, 4° 46′ 55″ est | 41477               | Téléverser                               |
| (nl) Lage arduinen armpomp               |                       |                                  | Betekom           | Corn. Vissenaekensplein   | 50° 59′ 07″ nord, 4° 46′ 55″ est | 41478               | (nl) Lage arduinen armpomp               |
| (nl) Burgerhuis                          |                       |                                  | Betekom           | Corn. Vissenaekensplein 1 | 50° 59′ 07″ nord, 4° 46′ 55″ est | 41479               | Téléverser                               |
| (nl) Toren (molen?)                      | OB000974 · OB001424   |                                  | Betekom           | Molenweg                  | 50° 59′ 33″ nord, 4° 46′ 56″ est | 41481               | Téléverser                               |
| (nl) Huis van 1750 "Watermolen"          |                       |                                  | Betekom           | Prof.Scharpélaan 64       | 50° 59′ 20″ nord, 4° 46′ 55″ est | 41482               | Téléverser                               |
| (nl) Beltmolenromp                       | OB000140 · OB001341   |                                  | Betekom           | Pater Damiaanstraat 5     | 50° 59′ 14″ nord, 4° 46′ 38″ est | 200110              | Téléverser                               |
| (nl) Beltmolenromp                       | OB000140 · OB001341   |                                  | Betekom           | Pater Damiaanstraat 5     | 50° 59′ 14″ nord, 4° 46′ 38″ est | 200110              | Téléverser                               |
| (nl) Beltmolenromp                       | OB000140 · OB001341   |                                  | Betekom           | Pater Damiaanstraat 5     | 50° 59′ 14″ nord, 4° 46′ 38″ est | 200110              | Téléverser                               |